# Commonwealth Games 2006/Tischtennis
Bei den Commonwealth Games 2006 in der australischen Metropole Melbourne fanden im Tischtennis acht Wettbewerbe statt.
Austragungsort war das Melbourne Sports and Aquatic Centre.

## Männer

### Einzel
| Platz | Land | Sportler        |
| ----- | ---- | --------------- |
| 1     | IND  | Sharath Kamal   |
| 2     | AUS  | William Henzell |
| 3     | NGR  | Segun Toriola   |

Finale:
26. März 2006, 14:15 Uhr

### Doppel
| Platz | Land | Sportler                       |
| ----- | ---- | ------------------------------ |
| 1     | NGR  | Segun Toriola Monday Merotohun |
| 2     | ENG  | Andrew Baggaley Andrew Rushton |
| 3     | SIN  | Cai Xiao Li Yang Zi            |

Finale:
25. März 2006, 20:30 Uhr

### Team
| Platz | Land | Sportler                                                                        |
| ----- | ---- | ------------------------------------------------------------------------------- |
| 1     | IND  | Sharath Kamal, Soumyadeep Roy, Subhajit Saha, Shibaji Datta                     |
| 2     | SIN  | Cai Xiao Li, Yang Zi, Ho Jason, Clarence Lee, Lee Han-Ting                      |
| 3     | NGR  | Segun Torola, Kazeem Nasiru, Monday Merotohun, Seun Ajetunmobi, Tajudeen Jegede |

Datum:
20. März 2006, 18:30 Uhr

## Frauen

### Einzel
| Platz | Land | Sportlerin     |
| ----- | ---- | -------------- |
| 1     | SIN  | Zhang Xue Ling |
| 2     | SIN  | Li Jia Wei     |
| 3     | SIN  | Xu Yan         |

Finale:
26. März 2006, 12:10 Uhr

### Einzel Behindertensportlerinnen
| Platz | Land | Sportlerin       |
| ----- | ---- | ---------------- |
| 1     | ENG  | Susan Gilroy     |
| 2     | NGR  | Faith Obiora     |
| 3     | ENG  | Catherine Mitton |

Finale:
26. März 2006, 10:30 Uhr

### Doppel
| Platz | Land | Sportlerinnen             |
| ----- | ---- | ------------------------- |
| 1     | SIN  | Li Jia Wei Zhang Xue Ling |
| 2     | SIN  | Sharon Tan Xu Yan         |
| 3     | AUS  | Jian Fang Lay Miao Miao   |

Finale:
25. März 2006, 18:50 Uhr

### Team
| Platz | Land | Sportlerinnen                                                                   |
| ----- | ---- | ------------------------------------------------------------------------------- |
| 1     | SIN  | Li Jia Wei, Zhang Xue Ling, Sharon Tan, Xu Yan, Sim Zena                        |
| 2     | AUS  | Peri Campbell Innes, May Cho, Jian Fang Lay, Miao Miao, Stephanie Sang          |
| 3     | IND  | Poulomi Ghatak, Mouma Das, Nandita Saha, Shamini Kumaresan, Kasturi Chakraborty |

Datum:
20. März 2006, 16:00 Uhr

## Mixed

### Doppel
| Platz | Land | Sportler               |
| ----- | ---- | ---------------------- |
| 1     | SIN  | Zhang Xue Ling Yang Zi |
| 2     | SIN  | Li Jia Wei Cai Xiao Li |
| 3     | SIN  | Sharon Tan Jason Ho    |

Finale:
24. März 2006, 20:10 Uhr

## Medaillenspiegel
| Platz | Land       | Gold | Silber | Bronze | Gesamt |
| ----- | ---------- | ---- | ------ | ------ | ------ |
| 1     | Singapur   | 4    | 4      | 3      | 11     |
| 2     | Indien     | 2    | –      | 1      | 3      |
| 3     | Nigeria    | 1    | 1      | 2      | 4      |
| 4     | England    | 1    | 1      | 1      | 3      |
| 5     | Australien | –    | 2      | 1      | 3      |